# آبدیترول
آبدیترول (انگلیسی: Abediterol) یک داروی آزمایشی یک بار در روز برای درمان آسم و بیماری انسدادی مزمن ریه (COPD) است. در حال حاضر توسط شرکت داروسازی اسپانیایی Almirall در حال توسعه است و در مرحله آزمایش‌های بالینی فاز دوم است.
این دارو به عنوان آگونیست آدرنرژیک β۲ دوگانه و آنتاگونیست موسکارینی عمل می‌کند و به عنوان آگونیست β۲ با اثر فوق‌العاده طولانی (اولترا-LABA) طبقه‌بندی می‌شود.